# Шерман (округ, Канзас)
Шаблон:StateAbbr_ 39°21′00″ пн. ш. 101°43′01″ зх. д. / 39.35° пн. ш. 101.717° зх. д.
Округ Шерман (англ. Sherman County) — округ (графство) у штаті Канзас, США. Ідентифікатор округу 20181.

## Історія
Округ утворений 1886 року.

## Демографія
За даними перепису 
2000 року 
загальне населення округу становило 6760 осіб, зокрема міського населення було 4840, а сільського — 1920.
Серед мешканців округу чоловіків було 3455, а жінок — 3305. В окрузі було 2758 домогосподарств, 1783 родин, які мешкали в 3184 будинках.
Середній розмір родини становив 3.
Віковий розподіл населення поданий у таблиці:
| Стать    | До 15 років | 15-21 | 22-29 | 30-39 | 40-49 | 50-65 | 65-85 | Понад 85 |
| -------- | ----------- | ----- | ----- | ----- | ----- | ----- | ----- | -------- |
| Чоловіки | 724         | 558   | 304   | 402   | 473   | 526   | 421   | 47       |
| Жінки    | 633         | 319   | 269   | 377   | 481   | 541   | 584   | 101      |

## Суміжні округи
- Шаєнн — північ
- Ролінс — північний схід
- Томас — схід
- Логан — південний схід
- Воллес — південь
- Кіт-Карсон, Колорадо — захід

## Виноски
1. ↑  U.S. Decennial Census. United States Census Bureau. Архів оригіналу за 19 липня 2018. Процитовано 29 липня 2014.
2. ↑  Historical Census Browser. University of Virginia Library. Архів оригіналу за 11 серпня 2012. Процитовано 29 липня 2014.
3. ↑  Population of Counties by Decennial Census: 1900 to 1990. United States Census Bureau. Архів оригіналу за 5 червня 2019. Процитовано 29 липня 2014.
4. ↑  Census 2000 PHC-T-4. Ranking Tables for Counties: 1990 and 2000 (PDF). United States Census Bureau. Архів оригіналу (PDF) за 18 грудня 2014. Процитовано 29 липня 2014.
5. ↑  State & County QuickFacts. United States Census Bureau. Архів оригіналу за 18 липня 2011. Процитовано 29 липня 2014. [Архівовано 2011-07-09 у Wayback Machine.](англ.) Наведено за англійською вікіпедією.
6. ↑  American FactFinder. Бюро перепису населення США. Архів оригіналу за 26 лютого 2012. Процитовано 31 січня 2008. [Архівовано 2008-05-21 у Wayback Machine.]

| США | Це незавершена стаття з географії США. Ви можете допомогти проєкту, виправивши або дописавши її. |